# Сарну, Жералду
Жера́лду Са́рну (порт.-браз. Geraldo Sarno; 6 марта 1938, Посойнс, Баия, Бразилия — 22 февраля 2022) — бразильский кинорежиссёр, сценарист, актёр, оператор, монтажёр и продюсер.

## Биография
Получил юридическое образование. Был главным редактором газеты «Унидади» (порт.-браз. Unidade) и журнала «Ангулос» (порт.-браз. Angulos). Работал ассистентом режиссёра, пока в 1965 году не написал сценарий для фильма Сержио Муниса «Дороги и другие стороны истории». В том же, 1965 году сам поставил документальный фильм «Кругозор» (порт.-браз. Viramundo), который спустя три года вошёл в альманах «Подлинная Бразилия». Как документалист обращается к тематике богатой этнографии Бразилии, особенно её северо-востока. Снимал также анимационные и игровые картины. Часто выступает сценаристом и продюсером своих лент.
Умер 22 февраля 2022 года.

## Избранная фильмография

### Режиссёр
- 1968 — Истинная Бразилия / Brasil Verdade (д/к, эпизод «Кругозор»)
- 1970 — Да здравствует Карири! / Viva Cariri
- 1972 — Наследие Севера / Herança do Nordeste (д/к, эпизоды «Дом мельника» и «Отец Сисеро»)
- 1973 — Жёлтый дятел / O Pica-pau Amarelo (анимационный)
- 1976 — Шаман / Ião
- 1978 — Полковник Делмиро Гувейя / Coronel Delmiro Gouveia
- 2010 — Последняя любовь Бальзака / O Último Romance de Balzac (д/к)

### Сценарист
- 1965 — Дороги и другие стороны истории / Roda e Outras Histórias
- 1968 — Истинная Бразилия / Brasil Verdade (д/к)
- 1973 — Жёлтый дятел / O Pica-pau Amarelo
- 1976 — Шаман / Ião
- 1978 — Полковник Делмиро Гувейя / Coronel Delmiro Gouveia

### Продюсер
- 1978 — Полковник Делмиро Гувейя / Coronel Delmiro Gouveia

### Актёр
- 1973 — Жёлтый дятел / O Pica-pau Amarelo (озвучивание)

### Оператор
- 1976 — Шаман / Ião

### Монтажёр
- 1968 — Аутсайдеры / Os Marginais